# Küstengebirgshuhn
Das Küstengebirgshuhn (Dendragapus fuliginosus) ist eine Hühnervogelart aus der Familie der Fasanenartigen (Phasianidae), die in westlichen Teilen Nordamerikas vorkommt.

## Merkmale

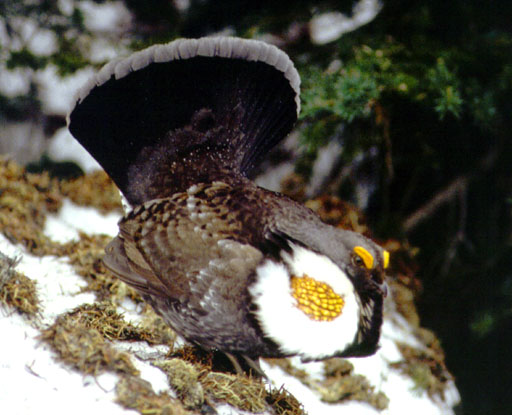
Balzendes Männchen

Das Männchen ist einheitlich rußig grau mit gelben Augen-Kämmen. Der Nacken ist mit dunklen Federn gefiedert, deren strahlend weiße Basen zwei rötlich bis gelbe, jeweils an beiden Seiten des Kopfes sitzende Hautsäcke verdecken, die während der Balz aufgeblasen werden können.

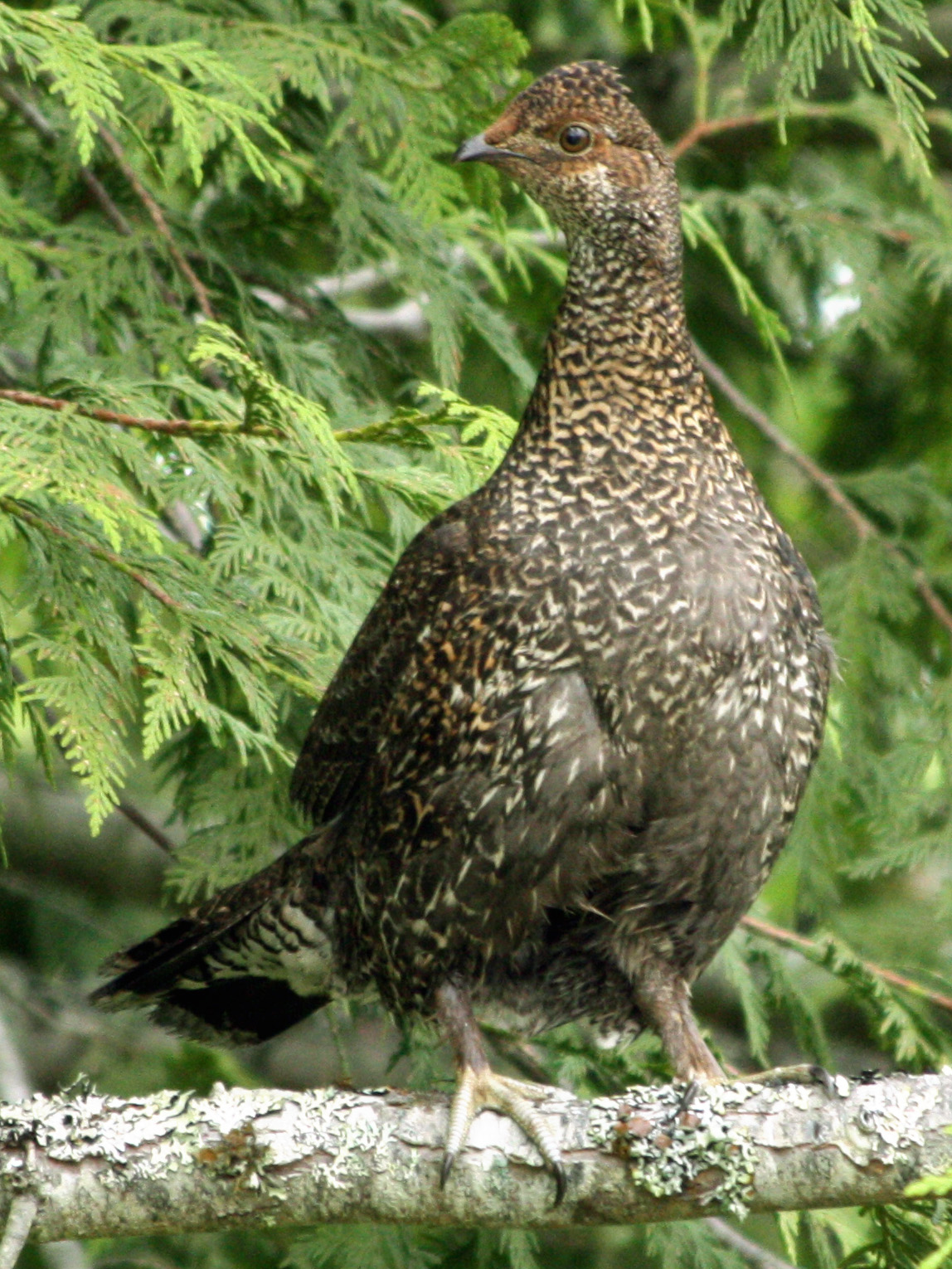
Weibchen

Weibchen dagegen sind unscheinbar braun gesprenkelt mit einer gräulichen Unterseite.
Das Küstengebirgshuhn misst etwa 50 cm.

## Verbreitung und Unterarten

Verbreitung

Es werden 4 Unterarten unterschieden, die der Reihe nach von Norden nach Süden innerhalb des markierten Verbreitungsgebietes auftreten:
- D. f. sitkensis Swarth, 1921[2] kommt im Südosten Alaskas vor.
- D. f. fuliginosus (Ridgway, 1873)[3] ist von Yukon bis in den Nordwesten Kaliforniens verbreitet
- D. f. sierrae Chapman, 1904[4] kommt von Washington bis ins nördliche zentrale Kalifornien und Nevada vor.
- D. f. howardi Dickey & Van Rossem, 1923[5] ist in Zentralkalifornien verbreitet.

## Lebensraum und Verhalten
Das Küstengebirgshuhn lebt in Nadelwäldern, vor allem an Waldrändern.
Während der Balz stößt das Männchen laute hupende Rufe aus, die weitreichend zu hören sind und meist von einer Sitzwarte in einem Baum vorgetragen werden.